# Кем-ур (божество)
| I6 | G17 | G36 | O36 |

| I6 | G17 | G36 | O36 |

Кем-ур — древнеегипетское божество смерти и умерших.
Божеству Кем-уру поклонялись ещё во времена Древнего царства. Он упоминается в текстах пирамид как воплощение умерших, и почитался таковым как минимум вплоть до правления в Древнем Египте XXVI династии. Во времена Среднего царства умершие обозначались иероглифами вода (mw), земля (t3), горькое озеро (km-wr) и большой бык (k3-wr), что должно было указывать на их взаимосвязь, мифологическую идентичность с богом Кем-уром.
Имя Кем-ура в Древнем Египте связывалось и его носили Большое Горькое озеро и озеро Тимсах, а также крепость на территории нынешнего Вади-Тимулат. Кем-уром также назывался древнеегипетский город, руины которого (Тель-Атриб, Атрибис) находятся северо-восточнее города
Банха.